# Оповідь про Федота-Стрільця
«Оповідь про Федота-Стрільця» — комедійний художній фільм за мотивами п'єси «Про Федота-стрільця, удалого молодця» Леоніда Філатова.

## Зміст
На сміттєзвалищі живуть мутанти. Один старий чоловік розповідає їм казку.
У занедбаному царстві править цар-самодур, здавалося. Він, помер, і його дружина приміряє царську шапку. Слідом цар виявляється живий. Йому служить стрілець Федот, який зустрічає жінку-голубку Марусю. Вона обіцяє стати його дружиною, якщо Федот поселить її вдома. Федоту не вдалося полювання, тому він не може доставити царю страви для бенкету. За це йому загрожує страта, але Маруся викликає двох чарівних кажанів-помічників: Тита Кузьмича та Фрола Фомича.
Федот добуває червону ікру для пригощання іноземних послів у царя. Царівна тим часом закохана в Федота. Це викликає заздрість у генерала, який шпигує за Федотом і дізнається про прекрасну Марусю. Він доповідає про це царю, який вирішує позбутися Федота й одружитися з Марусею. Для цього цар доручає генералу придумати непосильне завдання для Федота.
Генерал вирушає за порадою до Баби Яги, яка радить добути на наступний день килим, з вишитою на ньому країною. Маруся допомагає виконати завдання, Федот доставляє килим царю, який розважається в підземеллі, катуючи з генералом в'язня (потім виявляється, що це лялька). Цар вдає, що задоволений, але вимагає від генерала іншого, важчого завдання. Баба Яга радить розшукати оленя з золотими рогами. Маруся виконує і це завдання (оленя при цьому зображають двоє людей з оленячим черепом). Тоді Баба Яга дає генералу останню пораду: Федот повинен розшукати «те-чого-не-може-бути». Тут ні Маруся, ні її помічники не здатні зарадити і Федот вирушає на пошуки сам. Зраділий цар залицяється до Марусі, та вона відкидає всі його наполягання й летить з дому.
Федот вирушає через колодязь до Америки. Біля колодязя він зустрічає «те-чого-не-може-бути» в подобі дивного чоловіка та повертається додому, де дізнається від Марусі про підступність царя. Він піднімає бунт, який вривається до палацу. Але цар переконує бунтівників, що дуже переживає за народ, а потім звинувачує в усьому генерала, який перекладає вину на Бабу Ягу. Федот засуджує всіх лиходіїв до вигнання в Америку. Царівна каже, що кохає його, і Маруся, побачивши вагання Федота, летить геть. Народ влаштовує святкування, що закінчується раптовою стріляниною. «Те-чого-не-може-бути» танцює серед трупів.
Оповідач завершує казку і виявляється, що мутанти живуть на околиці Москви майбутнього.

## Ролі
| Актор                | Роль               |
| -------------------- | ------------------ |
| Костянтин Воробйов   | Федот              |
| Андрій М'ягков       | цар                |
| Володимир Гостюхін   | генерал            |
| Олена Габец          | нянька             |
| Ольга Пашкова        | Маруся             |
| Наталія Щербакова    | царівна            |
| Ольга Волкова        | Баба Яга           |
| Юрій Гальцев         | іспанський посол   |
| Віктор Сухоруков     | Точогонеможебути   |
| Сергій Дрейден       | в'язень            |
| Валерій Прохоров     | пастух             |
| Роман Жилкін         | гармоніст          |
| Галина Кузнєцова     | Сирин-Птиця        |
| Світлана Гайтан      | Гамаюн-Птиця       |
| Надія Жарикова       | Жар-Птиця          |
| Кирило Ульянов       | Тит Кузьмич        |
| Олександр Новиков    | Фрол Фомич         |
| Галі Абайдулов       | японський посол    |
| Аркадій Коваль       | німецький посол    |
| Сергій Паршин        | шотландський посол |
| Ерік Кенія           | східний посол      |
| Олена Андрієва       | Жозефіна           |
| Анастасія Іванова    | Генрієтта          |
| Олена Савельєва      | відьма             |
| Костянтин Хабенський | баяніст            |
| Артур Ваха           | епізод             |
| Олег Андрєєв         | епізод             |

## Знімальна група
- Автор сценарію: Сергій Овчаров
- Режисер: Сергій Овчаров
- Оператор: Іван Багаєв
- Художник: Павло Новіков
- та ін.